# خورشیدگرفتگی ۱۵ دسامبر ۱۹۸۲
خورشیدگرفتگی ۱۵ دسامبر ۱۹۸۲ (به انگلیسی: Solar eclipse of December 15, 1982) یک خورشیدگرفتگی از نوع خورشیدگرفتگی جزئی است. این خورشیدگرفتگی در تاریخ ۱۵ دسامبر ۱۹۸۲ میلادی (‎۲۴ آذر ۱۳۶۱ خورشیدی) روی داد که زمان اوج آن، ساعت ۹:۳۲:۰۹ به‌وقت ساعت هماهنگ جهانی بوده‌است.